# Julie Wendel Lundholdt
Julie Wendel Lundholdt (* 20. November 1983 in Gentofte) ist eine ehemalige dänische Snowboarderin.

## Werdegang
Lundholdt trat international erstmals bei den Juniorenweltmeisterschaften 2003 in Prato Nevoso in Erscheinung. Dort belegte sie den 34. Platz in der Halfpipe und den 17. Rang im Snowboardcross. In der Saison 2004/05 nahm sie in Lake Placid erstmals am Snowboard-Weltcup teil, wobei sie den 54. Platz im Snowboardcross errang und startete bei den Snowboard-Weltmeisterschaften 2005 in Whistler bei vier Wettbewerben. Ihre beste Platzierung dabei war der 27. Platz im Snowboardcross. In der folgenden Saison holte sie in Bansko ihren ersten Sieg im Europacup und kam damit auf den zweiten Platz in der Snowboardcross-Wertung. In der Saison 2006/07 fuhr sie bei den Snowboard-Weltmeisterschaften 2007 in Arosa auf den 29. Platz im Snowboardcross und bei der Winter-Universiade 2007 in Bardonecchia auf den 21. Platz im Snowboardcross sowie auf den neunten Rang in der Halfpipe. Im folgenden Jahr erreichte sie in Leysin mit dem sechsten Platz ihre erste Top-Zehn-Platzierung und zugleich beste Platzierung im Weltcup. Bei den Snowboard-Weltmeisterschaften 2009 in Gangwon wurde sie Sechste im Snowboardcross. In der Saison 2009/10 und 2010/11 errang sie mit jeweils einer Top-Zehn-Platzierung den 17. Platz im Snowboardcross-Weltcup. Zudem belegte sie bei ihrer einzigen Teilnahme an Olympischen Winterspielen im Februar 2010 in Vancouver den 15. Platz und bei den Snowboard-Weltmeisterschaften 2011 in La Molina den 19. Rang. Im Europacup holte sie im März 2010 in Rejdice ihren zweiten Sieg und errang in der Saison 2010/11 den fünften Platz in der Snowboardcross-Wertung. Ihren 32. und damit letzten Weltcup absolvierte sie im März 2011 in Arosa, welchen sie auf dem 18. Platz im Snowboardcross beendete.

## Teilnahmen an Weltmeisterschaften und Olympischen Winterspielen

### Olympische Winterspiele
- 2010 Vancouver: 15. Platz Snowboardcross

### Snowboard-Weltmeisterschaften
- 2005 Whistler: 27. Platz Snowboardcross, 31. Platz Halfpipe, 49. Platz Parallel-Riesenslalom, 53. Platz Parallelslalom
- 2007 Arosa: 29. Platz Snowboardcross
- 2009 Gangwon: 6. Platz Snowboardcross
- 2011 La Molina: 19. Platz Snowboardcross

## Weltcup-Gesamtplatzierungen
| Saison  | Gesamt | Gesamt | Snowboardcross | Snowboardcross |
| Saison  | Punkte | Platz  | Punkte         | Platz          |
| ------- | ------ | ------ | -------------- | -------------- |
| 2005/06 | 131    | 135.   | 131            | 43.            |
| 2007/08 | 820    | 73.    | 820            | 24.            |
| 2008/09 | 942    | 71.    | 942            | 22.            |
| 2009/10 | 940    | 60.    | 940            | 17.            |
| 2010/11 | -      | -      | 920            | 17.            |